# Choudrant, Louisiana
Choudrant, Louisiana (енгл. Choudrant) град је у америчкој савезној држави Луизијана.

## Демографија
По попису из 2010. године број становника је 845, што је 263 (45,2%) становника више него 2000. године.
| Група             | 2000.       | 2010.       |
| Белци             | 534 (91,8%) | 776 (91,8%) |
| Афроамериканци    | 38 (6,5%)   | 46 (5,4%)   |
| Азијати           | 0 (0,0%)    | 5 (0,6%)    |
| Хиспаноамериканци | 7 (1,2%)    | 9 (1,1%)    |
| Укупно            | 582         | 845         |